# The Empire Strikes First
The Empire Strikes First — тринадцятий студійний альбом Bad Religion, випущений 8 червня 2004 року.

## Про альбом
Назва — посилання на нову Доктрину Буша (Превентивна війна), а також перегравання назви популярного кіно Зоряні війни. Епізод V. Імперія завдає удару у відповідь.

### Лірика
Хоча частина альбому пов'язана з війною в Іраку, гурт також зачіпає теми релігії, проблем навколишнього середовища, та ЗМІ в пісні «Los Angeles Is Burning». Всюди в альбомі, а саме в пісні «Boot Stamping On A Human Face Forever», можна помітити посилання на роман Джорджа Орвелла «1984».

### Виробництво та продажі
Як і попередній, альбом був записаний в Sound City, що у Лос-Анджелес, Каліфорнія. Запис тривав з листопада 2003 по лютий 2004.

### Прийняття
«The Empire Strikes First» був виданий 8 червня 2004 та сягнув максимальної 40 позиції  в Billboard 200, найвища позиція гурту на той час. Радіо-хіт «Los Angeles Is Burning» сягнув #40 в Billboard Modern Rock Tracks chart.

## Список композицій
| #   | Назва                                                           | Тривалість |
| --- | --------------------------------------------------------------- | ---------- |
| 1.  | «Overture» (Гуревич)                                            | 1:09       |
| 2.  | «Sinister Rouge» (Граффін)                                      | 1:53       |
| 3.  | «Social Suicide» (Граффін)                                      | 1:35       |
| 4.  | «Atheist Peace» (Граффін)                                       | 1:57       |
| 5.  | «All There Is» (Гуревич)                                        | 2:57       |
| 6.  | «Los Angeles Is Burning» (Гуревич)                              | 3:23       |
| 7.  | «Let Them Eat War» (Гуревич, Френсіс, Веккерман, Бекер, Бентлі) | 2:57       |
| 8.  | «God's Love» (Граффін)                                          | 2:32       |
| 9.  | «To Another Abyss» (Граффін)                                    | 4:07       |
| 10. | «The Quickening» (Гуревич, Уоллард, Веккерман)                  | 2:19       |
| 11. | «The Empire Strikes First» (Гуревич, Бэкер)                     | 3:23       |
| 12. | «Beyond Electric Dreams» (Гуревич, Уоллард, Веккерман)          | 4:02       |
| 13. | «Boot Stamping on a Human Face Forever» (Гуревич)               | 3:49       |
| 14. | «Live Again (The Fall of Man)» (Граффін)                        | 3:35       |

### Бонус Японського видання
| #   | Назва                         | Тривалість |
| --- | ----------------------------- | ---------- |
| 15. | «The Surface of Me» (Граффін) | 3:01       |

## Учасники записи

### Основний склад
- Грег Граффін (Greg Graffin) — основний вокал, продюсер
- Грег Гетсон (Greg Hetson) — гітара
- Браян Бейкер (Brian Baker) — гітара
- Бретт Гуревич (Brett Gurewitz) — гітара, бек-вокал, продюсер
- Джей Бентлі (Jay Bentley) — бас-гітара, бек-вокал
- Брук Веккерман (Brooks Wackerman) — ударні, перкусія

### Додатковий персонал

#### Музиканти
- Девід Брегджер (David Bragger) — скрипка в «Atheist Peace»
- Майк Кемпбелл (Mike Campbell) — гітара в «Los Angeles is Burning»
- Сейдж Френсис (Sage Francis) — вокал в «Let Them Eat War»
- Джон Джиніті (John Ginty) — Хаммонд B-3 в «Los Angeles is Burning»
- Леопольд Росс (Leopold Ross) — Звук в «Beyond Electric Dreams»
- Клод Сарн (Claude Sarne) — Сопрано в «Sinister Rouge»

#### Інші
- Аттикус Росс (Atticus Ross) — програмування
- Джо Баррезі (Joe Barresi) — інженер, мікси
- Том Бекер (Tom Baker) — мастерінг
- Піт Мартінес (Pete Martinez) — помічник інженера
- Джун Муракава (June Murakawa) — помічник інженера
- Нік Причард (Nick Pritchard) — дизайн
- Шон Мерфи (Sean Murphy) — фотографія
- Метт Рубін (Matt Rubin) — фотографія

## Історія випуску
| Країна          | Дата Випуску       |
| --------------- | ------------------ |
| Велика Британія | 7 червня 2004 року |
| Світ            | 7 червня 2004 року |
| США             | 8 червня 2004 року |

## Чарти
Альбом — Billboard (Північна Америка)
| Рік  | Чарт                   | Позиція |
| ---- | ---------------------- | ------- |
| 2004 | The Billboard 200      | 40      |
| 2004 | Top Independent Albums | 2       |
| 2004 | Top Internet Albums    | 40      |

Сингли — Billboard (Северная Америка)
| Рік  | Сингл                    | Чарт               | Позиція |
| ---- | ------------------------ | ------------------ | ------- |
| 2004 | «Los Angeles Is Burning» | Modern Rock Tracks | 40      |